# Bitwa pod Tourcoing

Bitwa pod Tourcoing – starcie zbrojne, które miało miejsce 18 maja 1794 roku podczas wojny Francji z pierwszą koalicją.
Bitwa stoczona została w okolicach miejscowości Tourcoing między armią francuską (70 000 żołnierzy) dowodzoną przez generałów Souhama i Moreau a armią austriacko-angielsko-hanowerską (74 000 żołnierzy) dowodzoną przez księcia Yorku  Fryderyka i księcia Coburga Jozjasza. Francuzi stracili 3 000 żołnierzy i 6 dział, podczas gdy pokonana armia sprzymierzonych straciła 5 500 żołnierzy i 60 dział.